# The Eighties Matchbox B-Line Disaster
Gli Eighties Matchbox B-Line Disaster o 80's Matchbox B-Line Disaster sono una band punk rock britannica proveniente da Brighton, con influenze blues e dark, ma con caratteristiche nel sound più vicine allo psychobilly e all'horror punk.

## Formazione
- Guy McKnight – voce
- Marc Norris – chitarra
- Sym Gharial – basso
- Tom Diamantopoulo – batteria
- Rich Fownes – chitarra

## Discografia

### Album in studio
- 2002 – Horse of the Dog
- 2004 – The Royal Society
- 2009 – Blood and Fire

### Singoli
- 2002 – Morning Has Broken
- 2002 – Celebrate Your Mother
- 2003 – Psychosis Safari
- 2003 – Chiken
- 2004 – Mister Mental
- 2004 – I Could Be an Angle
- 2005 – Rise of the Eagles

### Extended play
- 2007 – In the Garden